# 桜川駅 (大阪府)
桜川駅（さくらがわえき）は、大阪府大阪市浪速区桜川にある大阪市高速電気軌道（Osaka Metro）・阪神電気鉄道の駅。

## 概要

### 利用可能な鉄道路線
以下の路線が乗り入れている。両社の駅は連絡通路で結ばれている。
- 大阪市高速電気軌道（Osaka Metro）
  - 千日前線：駅番号はS15
- 阪神電気鉄道
  - 阪神なんば線：駅番号はHS 42

### 駅名の由来
大坂城下の幸町と西成郡難波村との間を流れていた「桜川」に由来する。幸町が堀江新地33町のうちに数えられることから、桜川も堀江川と同時期の1698年（元禄11年）頃の開削とされている。桜川は湊町の西で道頓堀川から分岐して木津川へと流れる堀川であったが、1914年（大正3年）頃に大阪市電九条高津線の敷設に伴い埋立てられ、現在は千日前通の一部となっている。

## 歴史

### Osaka Metro
- 1969年（昭和44年）4月16日：5号線（現在の千日前線）の野田阪神駅 - 桜川駅間開通と同時に同線の終着駅として開業。
- 1970年（昭和45年）3月11日：千日前線が当駅から谷町九丁目駅まで延伸し新深江駅まで直結、中間駅となる。
- 2004年（平成16年）7月1日：駅ナンバリング導入。
- 2014年（平成26年）10月25日：ホームで可動式ホーム柵の使用を開始[1]。
- 2018年（平成30年）4月1日：大阪市交通局の民営化により、所属事業者・管轄が大阪市高速電気軌道 (Osaka Metro) に変更。

### 阪神電気鉄道
計画段階の仮称は「汐見橋駅」となっており、近接する南海電気鉄道の駅と同名になる可能性があった。また、桜川の名を採用したのは千日前線との接続を重視したことによるものである。
- 2009年（平成21年）3月20日：阪神なんば線の西九条駅 - 大阪難波駅間延伸に伴い同線の駅が開業[3]。
- 2014年（平成26年）4月1日：駅番号導入[4]。

## Osaka Metro
島式ホーム1面2線を有する地下駅。改札口は東西1か所ずつ設けられており、阪神なんば線とは地下通路で連絡。当駅の前後は阪神なんば線との並走区間となっており、鶴橋駅までの各駅に行く場合は千日前線の方が運賃面で優位に立っている。
当駅は難波管区駅に所属しており、同管区駅長が、当駅と西長堀駅を管轄する。
千日前線は汐見橋交差点直下で方角を変えるため、桜川駅は汐見橋交差点の東寄り、桜川2交差点と幸町1交差点の中間辺りに建設された。そのため、汐見橋交差点の南西角にある南海電気鉄道高野線（汐見橋線）汐見橋駅とはやや距離があるが、南海線への乗り換えも可能である。ただし当駅とのICカード（ICOCA、PiTaPa）による連絡定期券の接続駅の取扱および連絡運輸は行われていない。

### のりば

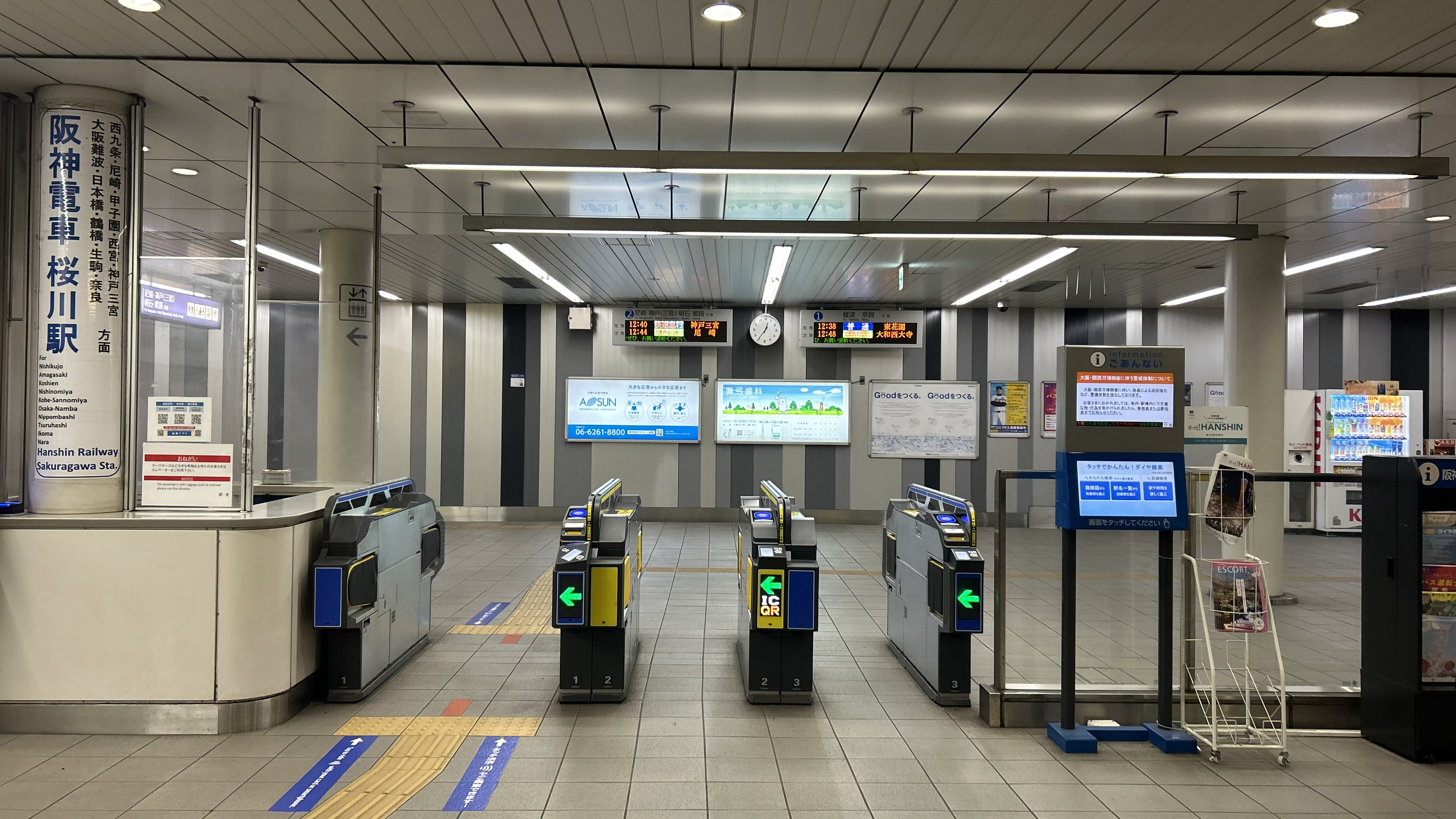
改札口
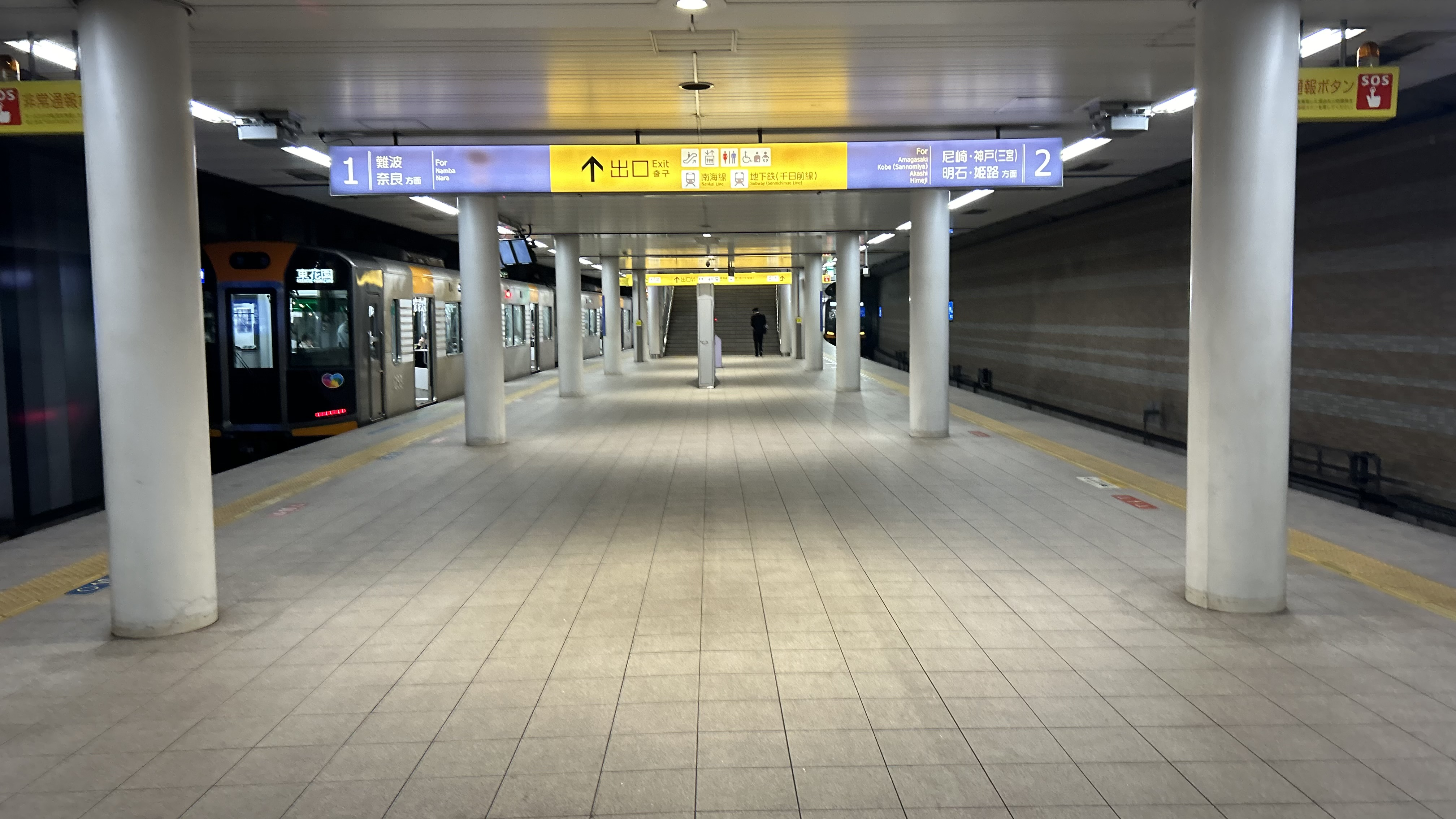
ホーム
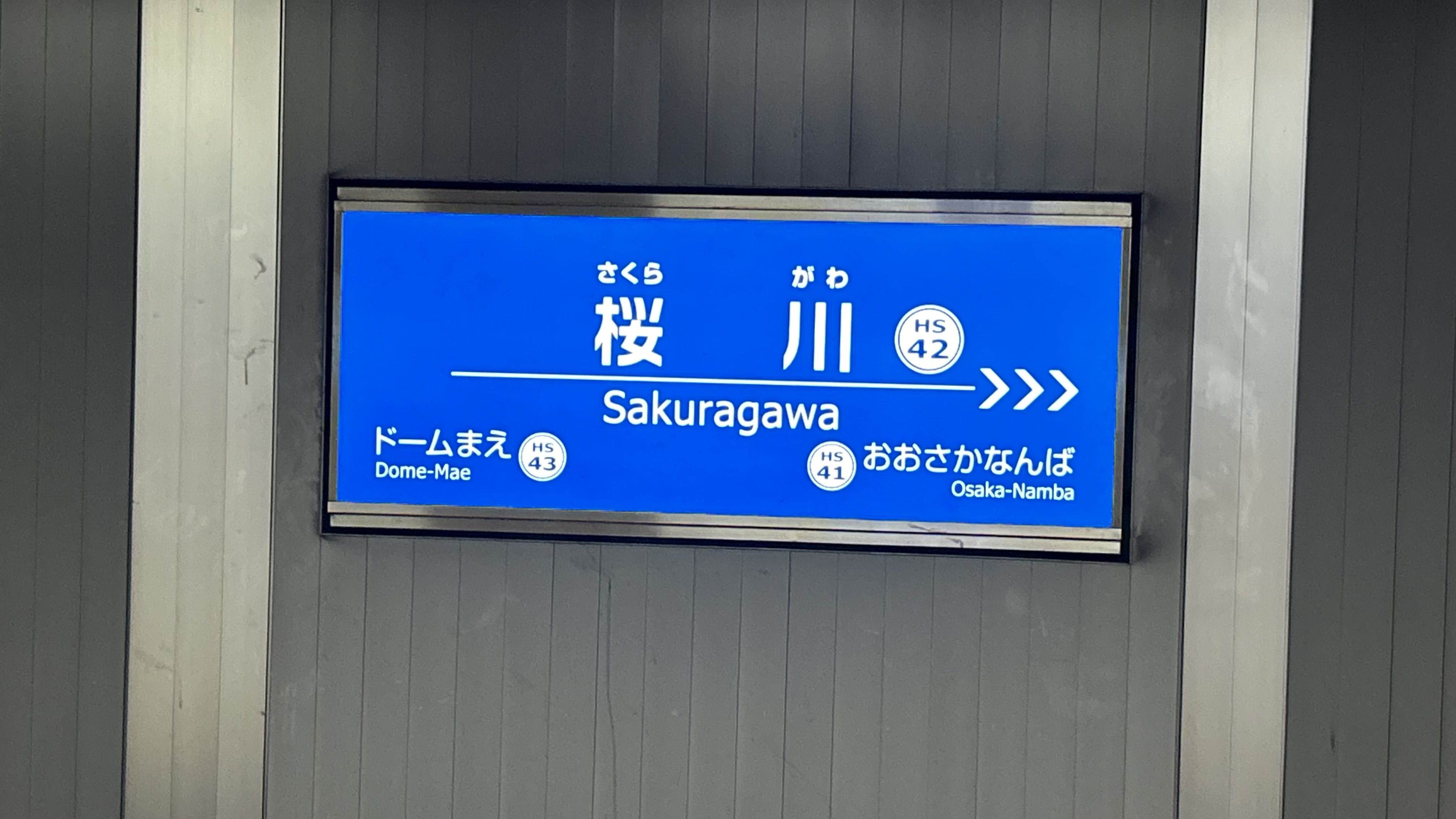
駅名標

| 番線 | 路線     | 行先                   |
| ---- | -------- | ---------------------- |
| 1    | 千日前線 | なんば・鶴橋・南巽方面 |
| 2    | 千日前線 | 野田阪神方面           |

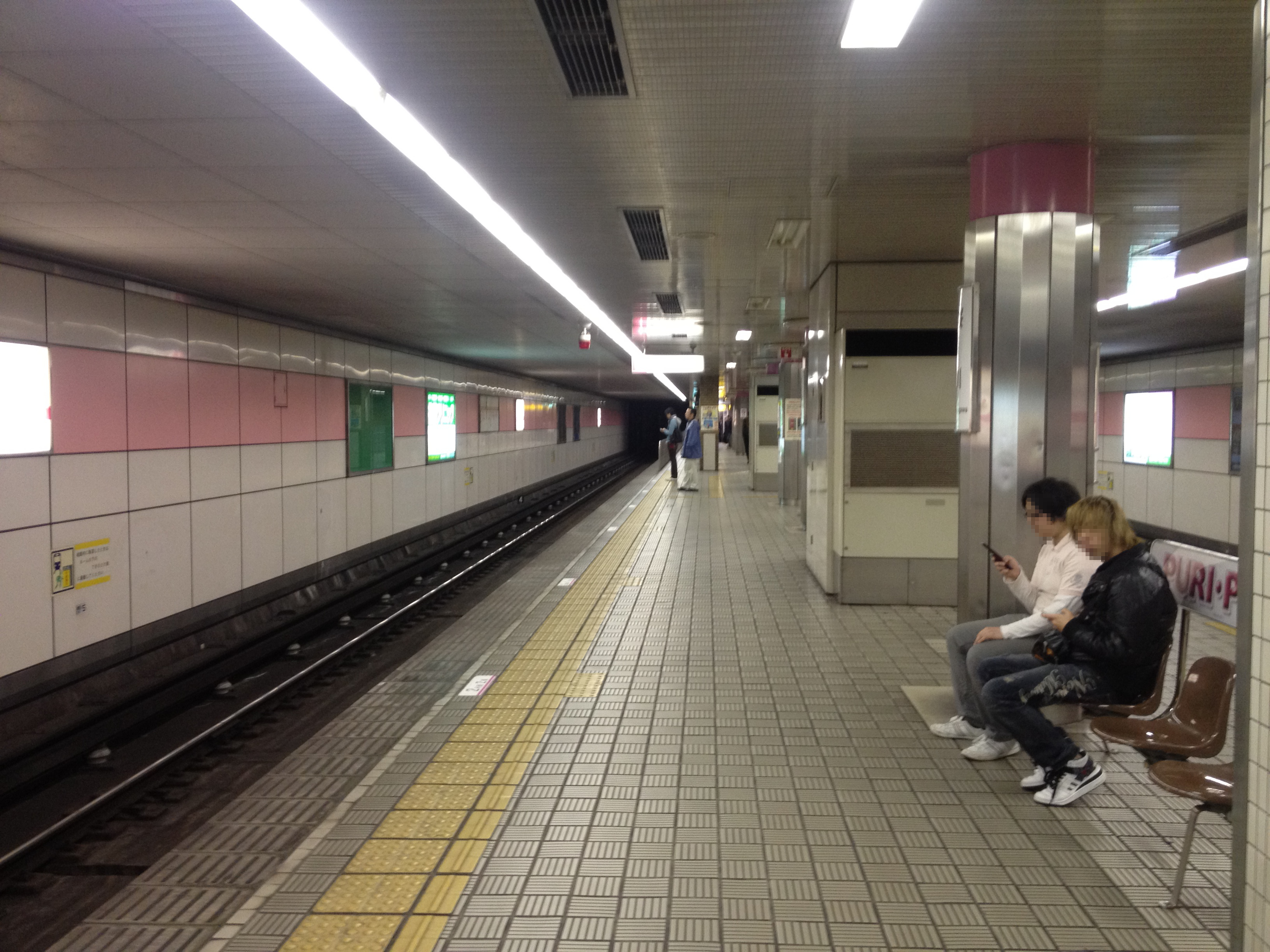
ホーム（2013年4月、ホーム柵設置前）
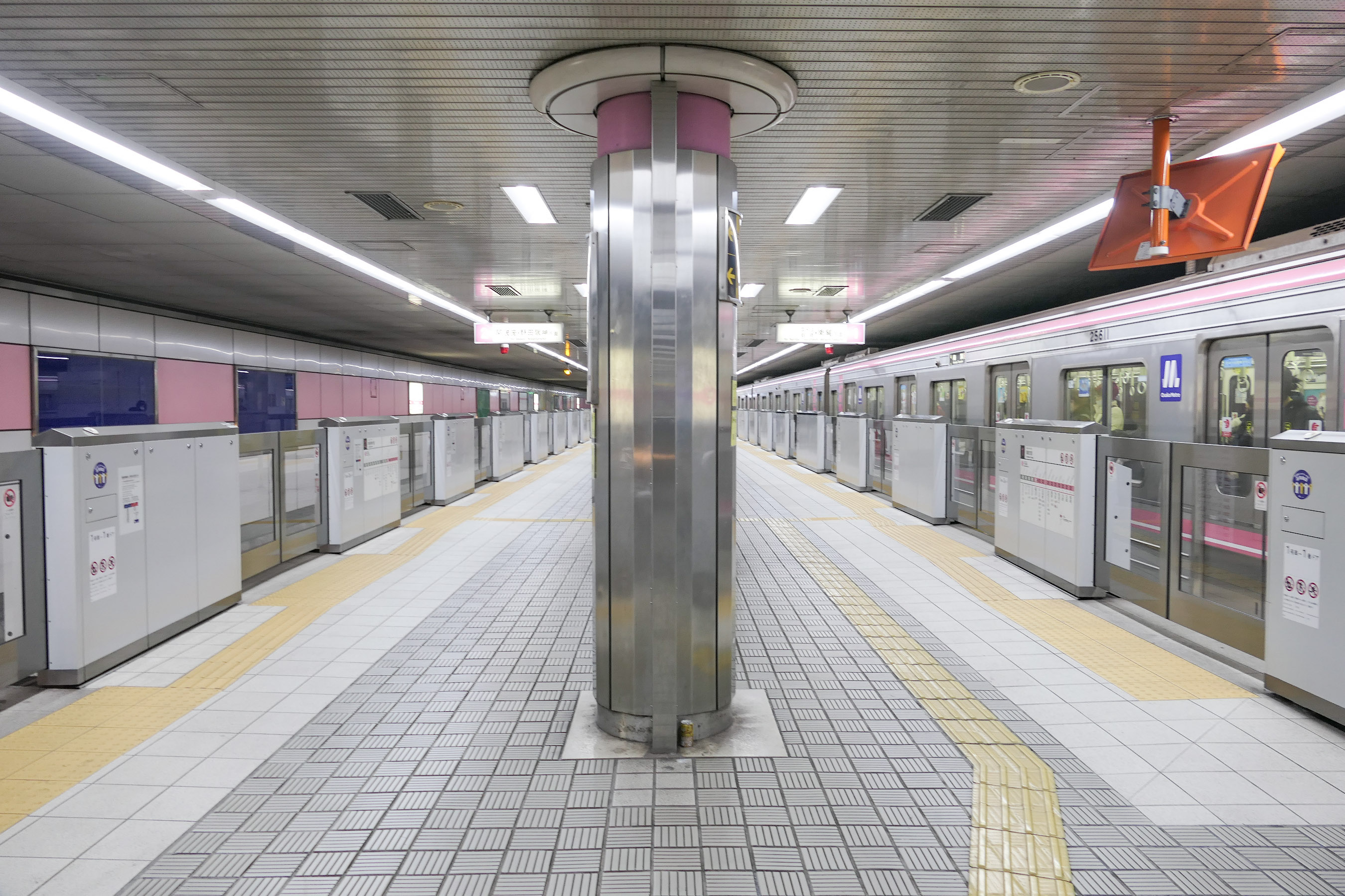
ホーム（2025年2月、ホーム柵設置後）
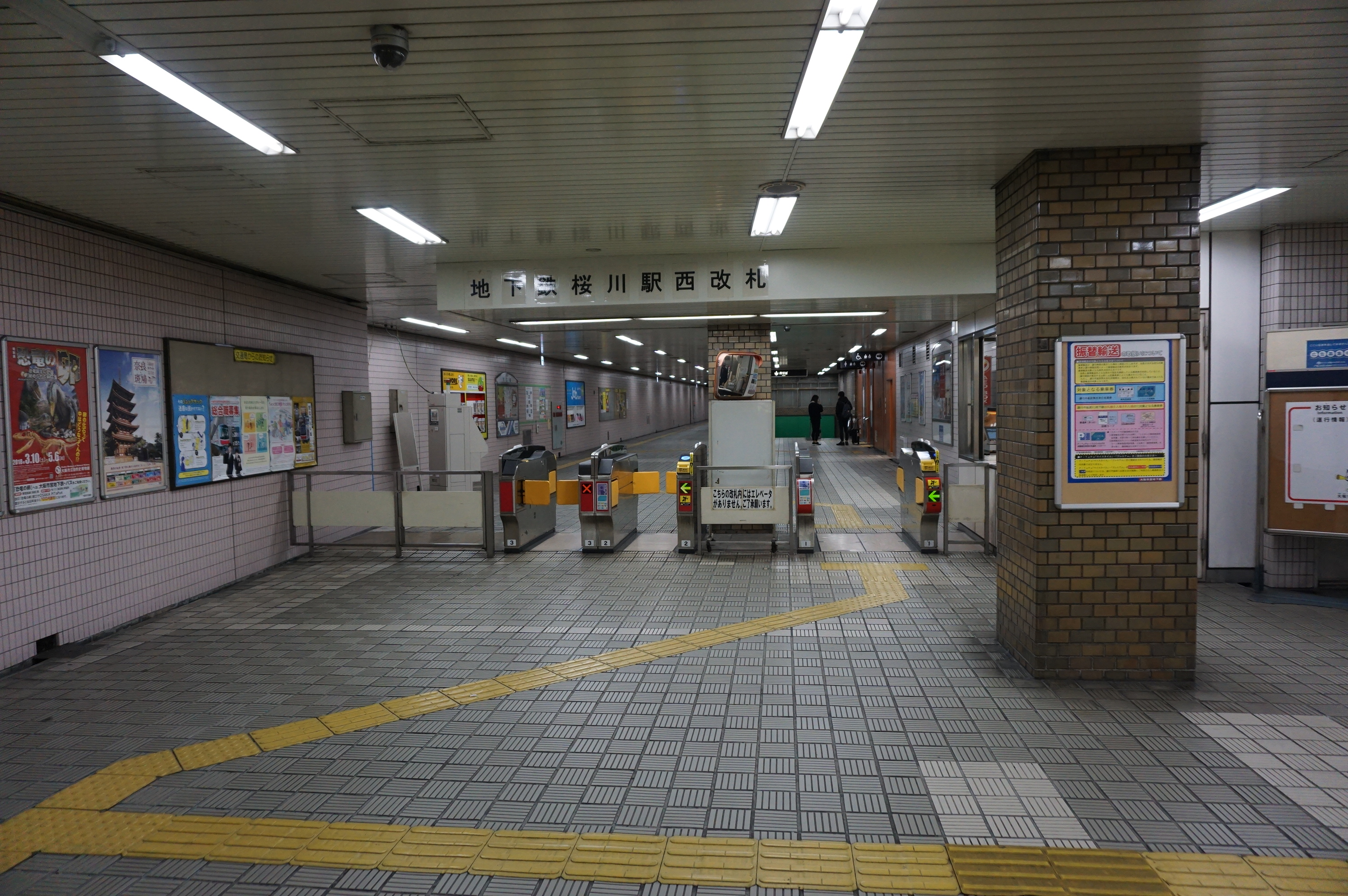
西改札口（2018年3月）
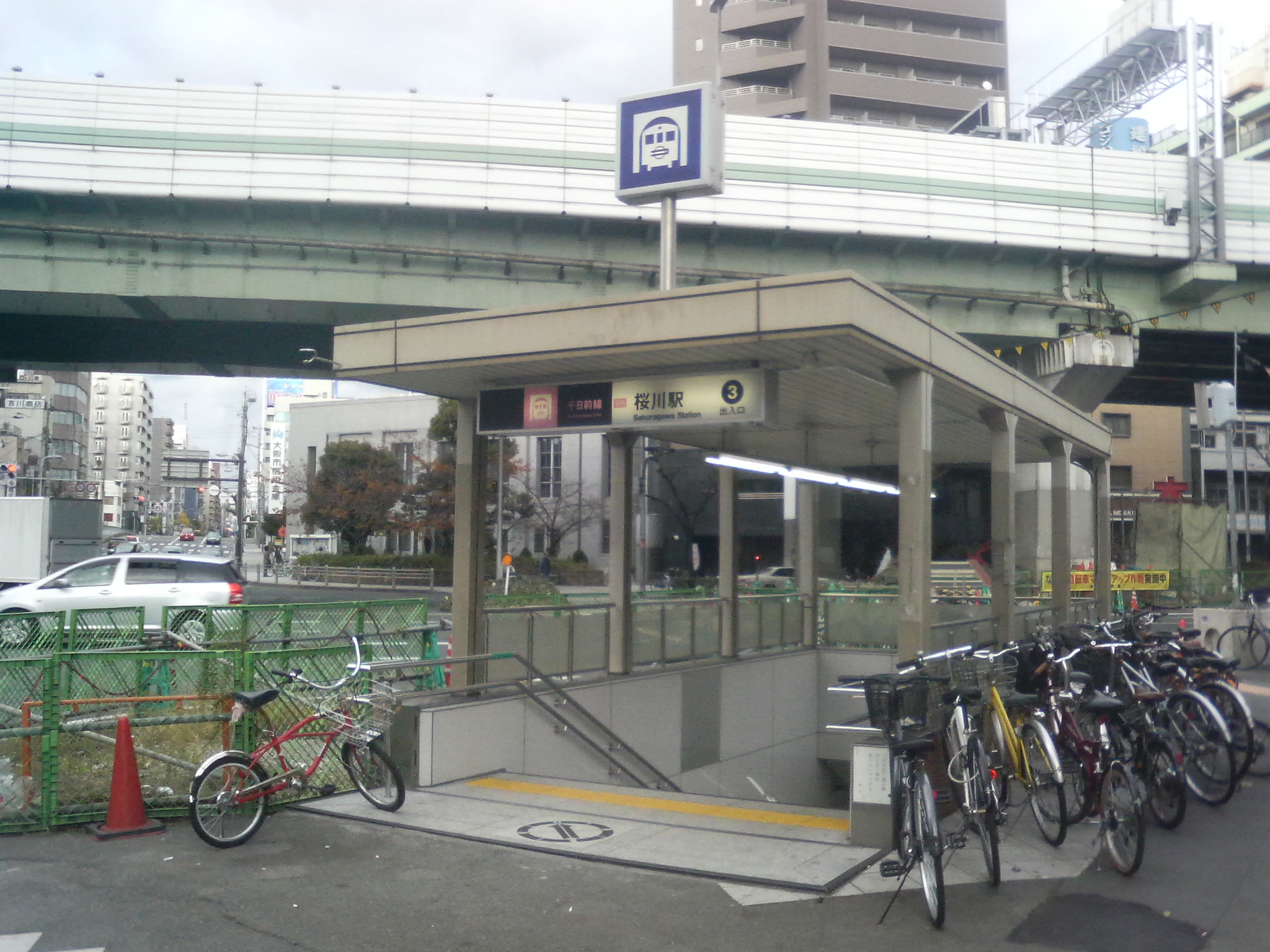
3番出入口（2008年11月）
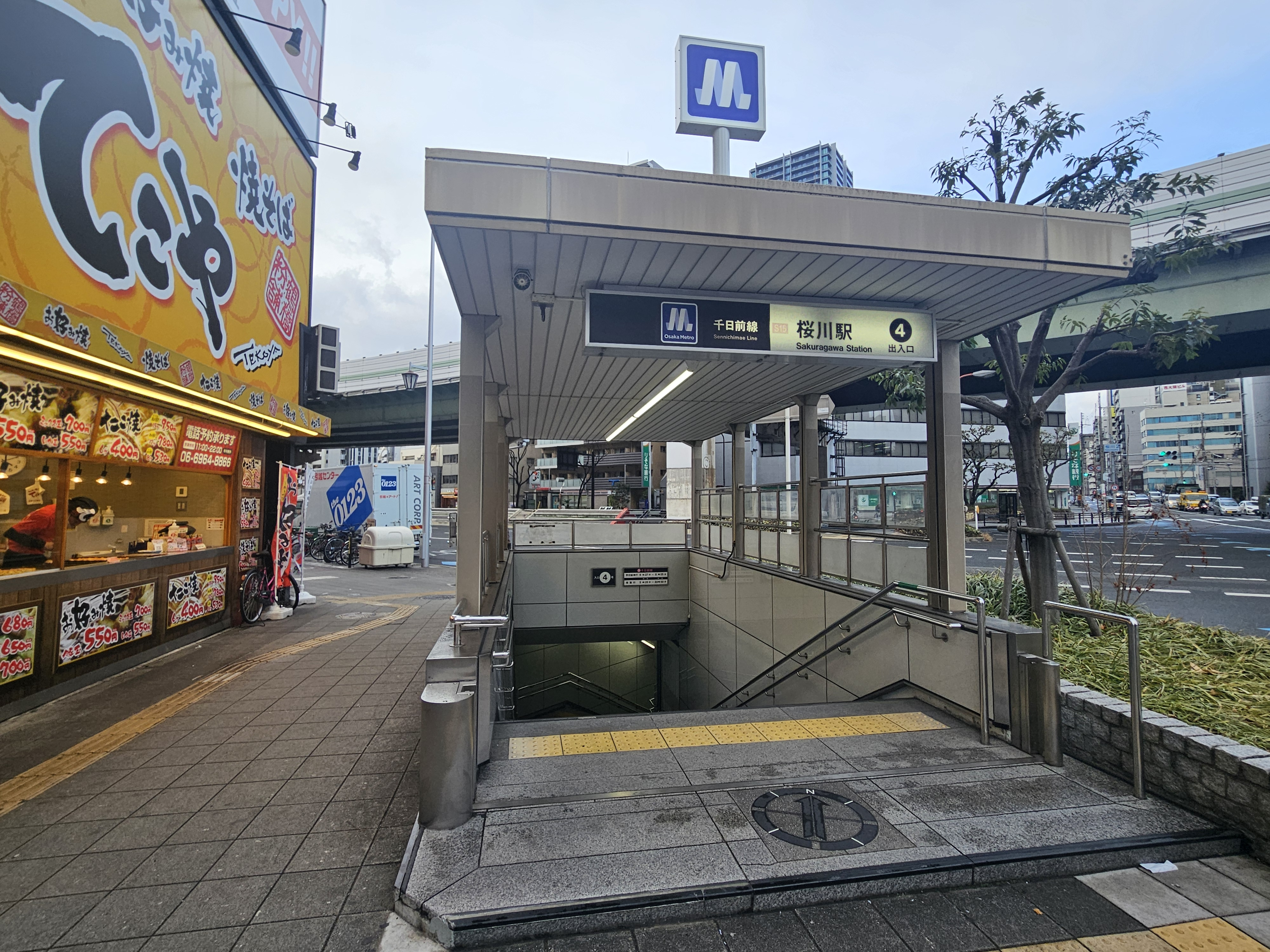
4号出入口（2025年2月）

### 出口
阪神とは地下連絡通路で乗り換え可能。
| 出口番号 | 出口周辺                         | 接続改札 | 位置                                   | 備考             |
| -------- | -------------------------------- | -------- | -------------------------------------- | ---------------- |
| 1        | シティバスのりば                 | 西改札   | 北緯34度40分07.9秒 東経135度29分17.3秒 |                  |
| 2        | シティバスのりば                 | 西改札   | 北緯34度40分07.8秒 東経135度29分18.1秒 |                  |
| 3        | シティバスのりば                 | 西改札   | 北緯34度40分05.3秒 東経135度29分17.8秒 |                  |
| 4        | 阪神電車桜川駅・南海電車汐見橋駅 | 西改札   | 北緯34度40分05.8秒 東経135度29分17.1秒 |                  |
| 5        | シティバスのりば                 | 東改札   | 北緯34度40分06.5秒 東経135度29分27.6秒 | エレベーターあり |
| 7        | 浪速区民センター                 | 東改札   | 北緯34度40分05.2秒 東経135度29分26.9秒 |                  |

## 阪神電気鉄道
島式ホーム1面2線を有する地下駅。ホーム有効長は21 m級の近鉄車両10両編成に対応している。駅舎のデザインテーマは「新たなゲート」。地下鉄の桜川駅とは4番通路から、南海汐見橋駅へは1番通路から連絡する。汐見橋交差点にある4か所の出入口には全てエレベーターが設置され、南海汐見橋駅に連絡する1番通路にはエスカレーターも設置されている。自動改札機は2枚一括処理に対応している。
ホームの壁は上下でデザインが異なる。1番線は灰色・銀色で、2番線は白色・ベージュ色が使用されている。
阪神なんば線開通に伴い、大阪難波駅の西側にあった引き上げ線3線のうち両端の2線を阪神なんば線に転用したため、大阪難波駅構内の引き上げ線が1線のみとなったことから、奈良方面からの折り返しに支障が出ないよう、代替として当駅の西側に引き上げ線2線を設け、近鉄線内からの大阪難波駅終着の列車の一部が当駅まで回送され、西側の引き上げ線に入線して折り返しを行い、大阪難波駅まで再び回送される形が採られている。
こういった事情もあり、阪神なんば線の大阪難波駅 - 当駅間および当駅構内は保安装置を近鉄仕様とし、運行管理も近鉄のKOSMOSが行なうこととした（これにより、阪神直通非対応の近鉄一般車や近鉄特急車も当駅引き上げ線まで入線可能となっている）。このため、営業列車においても近鉄と阪神の乗務員交代は当駅で行われ、列車番号も当駅で変わり、大阪難波駅 - 当駅間は営業上は阪神、運行上は近鉄の扱いとなっている。これに伴い、タブレットによる車内放送も近鉄仕様となり、スマートフォン向けアプリの「阪神アプリ」ではこの区間のみ列車走行位置が表示されない。また当駅西方の分岐器付近にある架線にはデッドセクションも設置されている。列車によって（早朝・深夜が中心）は長時間停車もある。なお、当駅始発・終着の定期営業列車は設定されていないが、阪神・近鉄の何れかで輸送障害が発生した場合はこの限りではない。運転士用の停止位置目標は尼崎方面は近鉄仕様の物が、大阪難波方面は阪神仕様の物が設置されている。
発車メロディが使用されており、元町駅と同じく予告用のみが流れる。大阪難波方面はこのメロディとアナウンスのあとに近鉄の信号扱所による出発承認合図点灯とブザーが鳴る。ただし近鉄の回送列車の場合は、出発承認合図点灯とアナウンス・ブザーだけが鳴動する。
トイレは改札内にある。

### のりば
| 番線 | 路線          | 方向 | 行先         |
| ---- | ------------- | ---- | ------------ |
| 1    | ■阪神なんば線 | 上り | 大阪難波方面 |
| 2    | ■阪神なんば線 | 下り | 尼崎方面     |

- 改札口
- ホーム
- 駅名標

### 出口
Osaka Metroとは地下連絡通路で乗り換え可能。
| 出口番号 | 位置                                   | 備考             |
| -------- | -------------------------------------- | ---------------- |
| 1        | 北緯34度40分05.5秒 東経135度29分11.3秒 | エレベーターあり |
| 2        | 北緯34度40分07.5秒 東経135度29分11.2秒 | エレベーターあり |
| 3        | 北緯34度40分07.8秒 東経135度29分12.9秒 | エレベーターあり |
| 4        | 北緯34度40分05.7秒 東経135度29分12.7秒 | エレベーターあり |

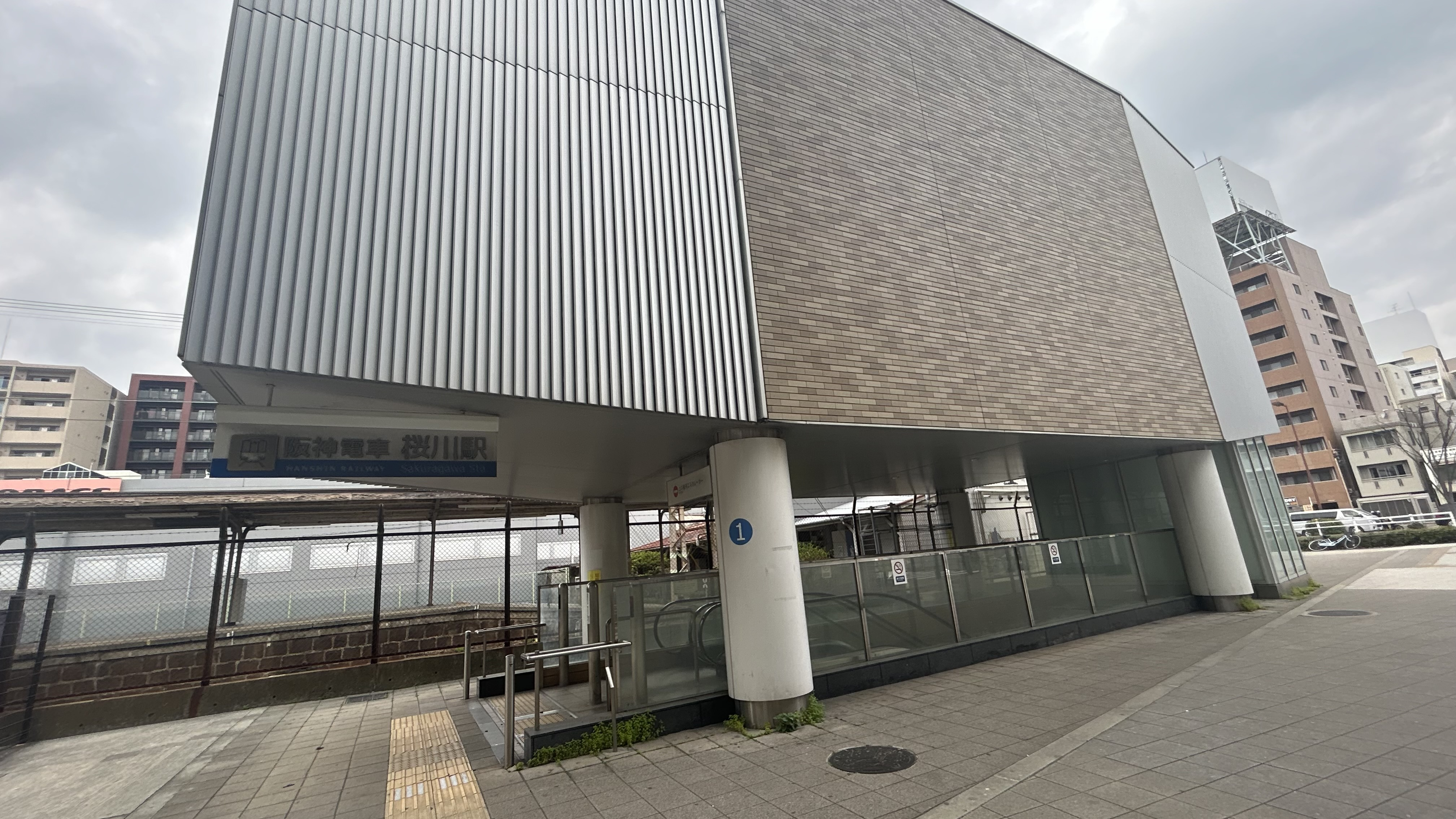
1番出入口
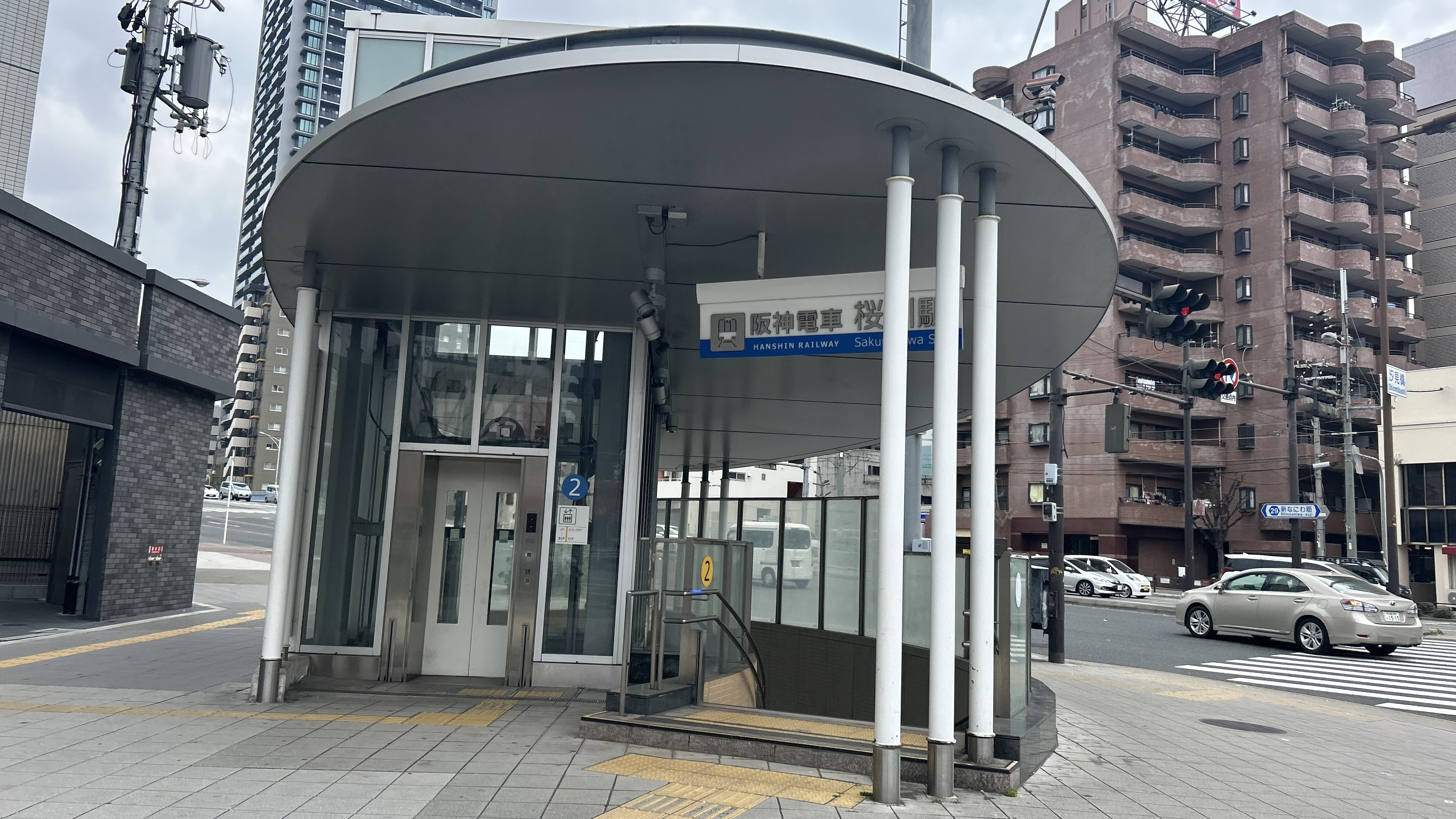
2番出入口
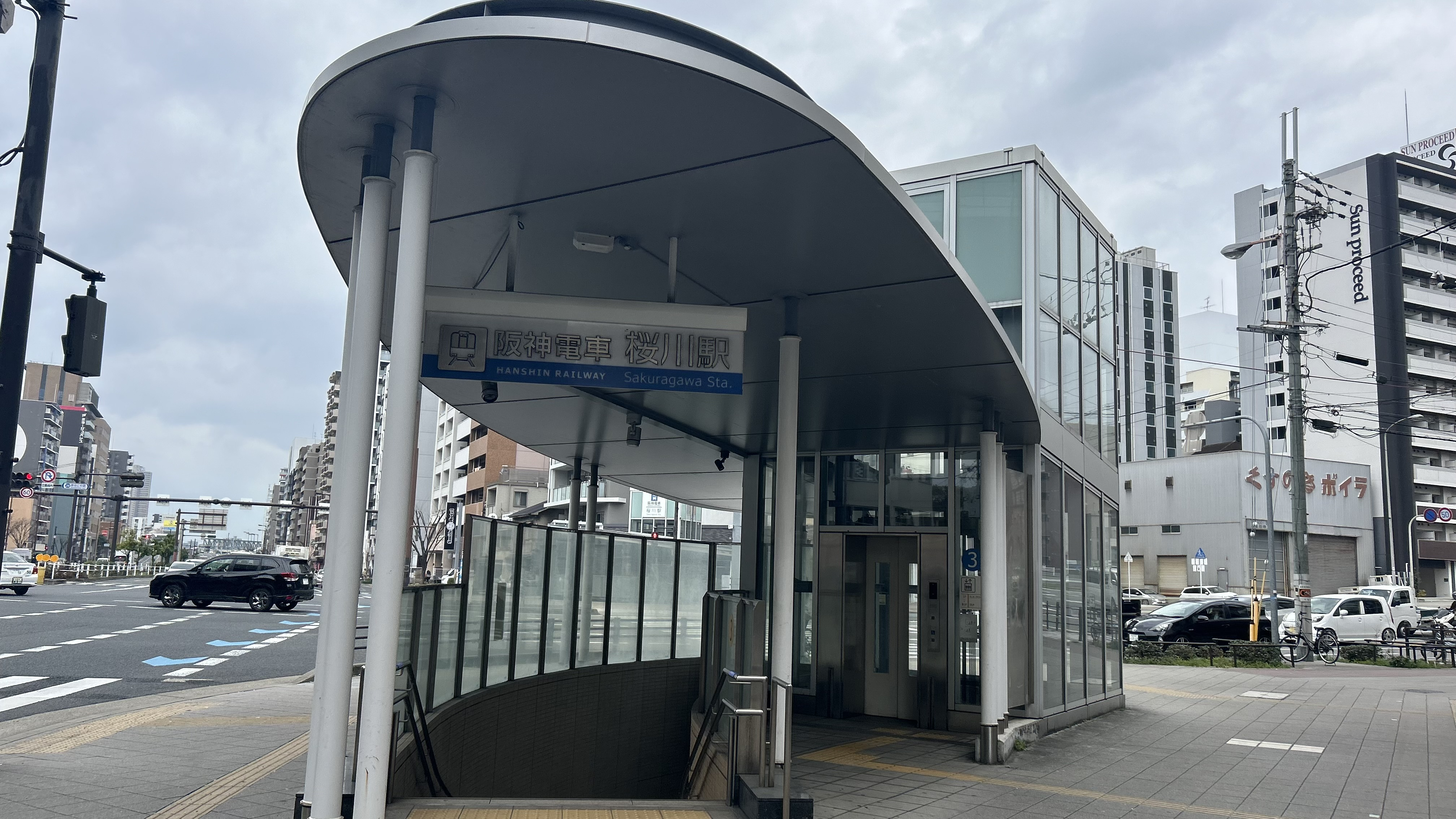
3番出入口
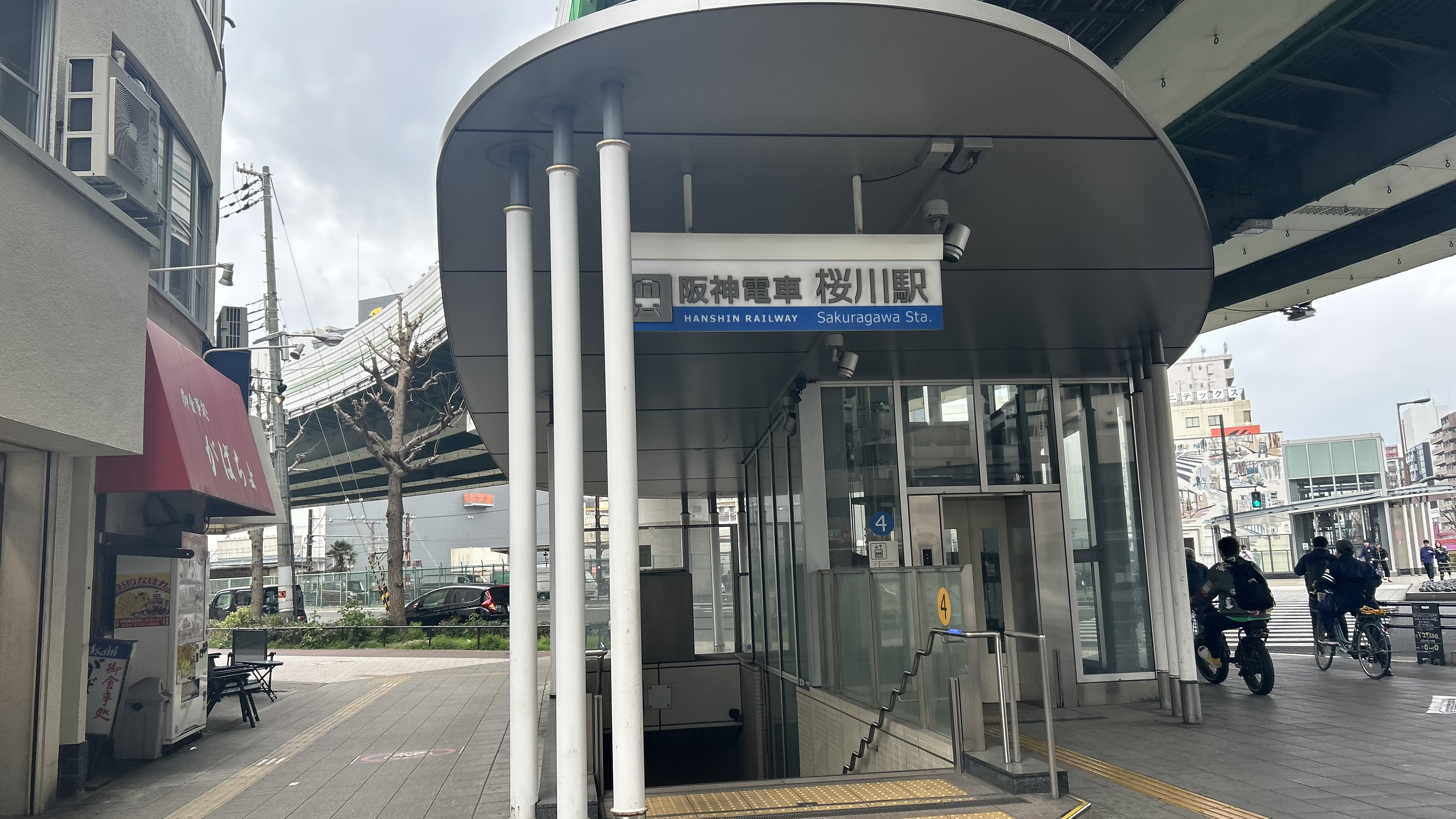
4番出入口
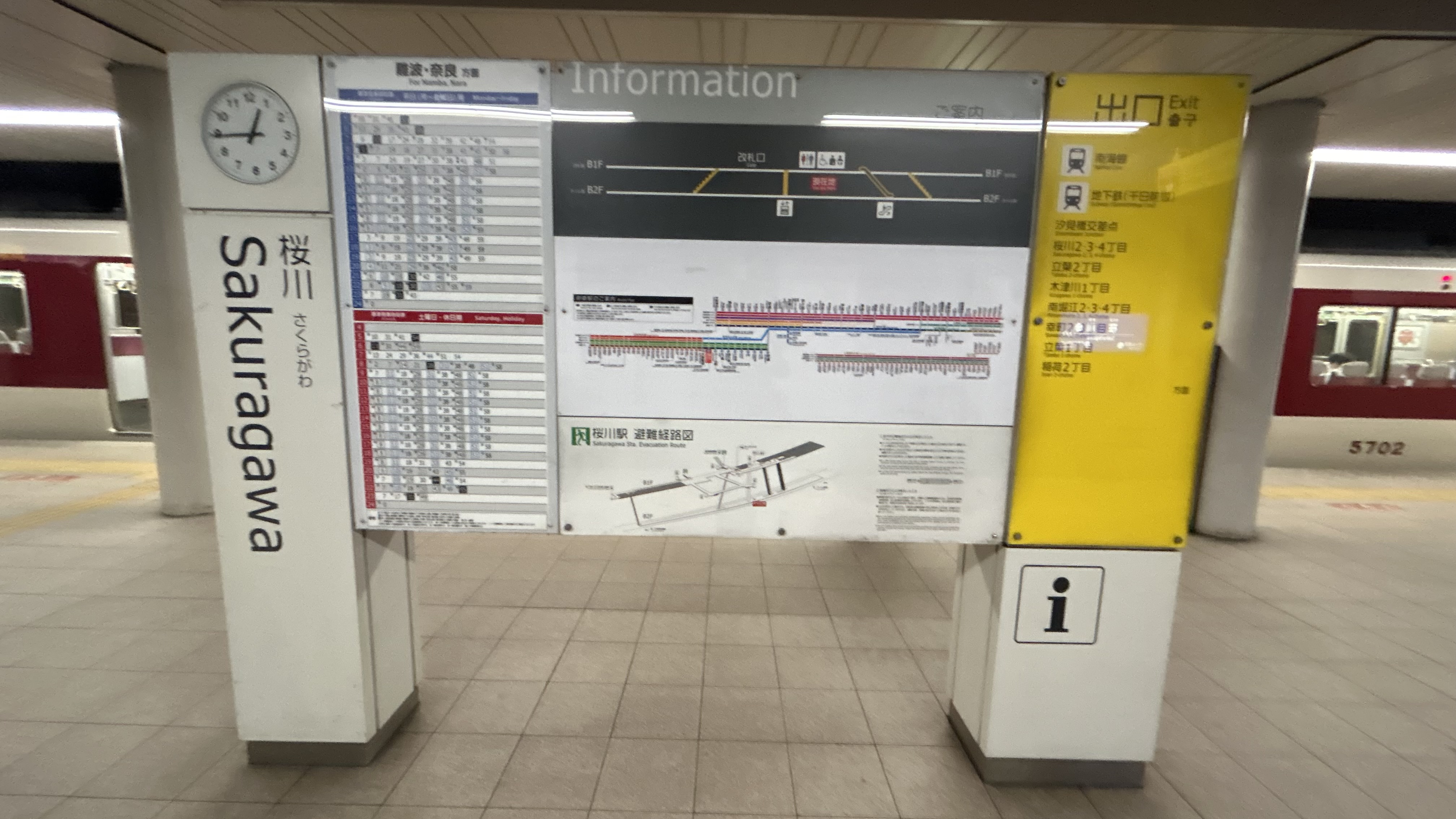
案内板

## 利用状況

### Osaka Metro
2024年11月12日の1日乗降人員は18,001人（乗車人員：9,326人、降車人員：8,675人）であり、千日前線の駅では14駅中9位（他地下鉄路線と接続しない駅では3位）。
各年度の特定日における利用状況は下表の通りである。なお1969・1995年度の調査についてはそれぞれ1970・1996年に行われているが、会計年度上1969・1995年度となる。
| 年度               | 調査日   | 乗車人員 | 降車人員 | 乗降人員 | 出典          | 出典          |
| 年度               | 調査日   | 乗車人員 | 降車人員 | 乗降人員 | メトロ        | 大阪府        |
| ------------------ | -------- | -------- | -------- | -------- | ------------- | ------------- |
| 1969年（昭和44年） | 01月27日 | 887      | 923      | 1,810    |               | [ 大阪府 1 ]  |
| 1970年（昭和45年） | 11月06日 | 5,302    | 5,173    | 10,475   |               | [ 大阪府 2 ]  |
| 1972年（昭和47年） | 11月14日 | 6,096    | 6,271    | 12,367   |               | [ 大阪府 3 ]  |
| 1975年（昭和50年） | 11月07日 | 6,545    | 6,715    | 13,260   |               | [ 大阪府 4 ]  |
| 1977年（昭和52年） | 11月18日 | 7,249    | 7,301    | 14,550   |               | [ 大阪府 5 ]  |
| 1981年（昭和56年） | 11月10日 | 8,316    | 7,993    | 16,309   |               | [ 大阪府 6 ]  |
| 1985年（昭和60年） | 11月12日 | 8,772    | 8,525    | 17,297   |               | [ 大阪府 7 ]  |
| 1987年（昭和62年） | 11月10日 | 9,829    | 9,417    | 19,246   |               | [ 大阪府 8 ]  |
| 1990年（平成02年） | 11月06日 | 9,169    | 8,567    | 17,736   |               | [ 大阪府 9 ]  |
| 1995年（平成07年） | 02月15日 | 7,935    | 7,463    | 15,398   |               | [ 大阪府 10 ] |
| 1998年（平成10年） | 11月10日 | 6,914    | 6,657    | 13,571   |               | [ 大阪府 11 ] |
| 2007年（平成19年） | 11月13日 | 6,749    | 6,613    | 13,362   |               | [ 大阪府 12 ] |
| 2008年（平成20年） | 11月11日 | 6,965    | 6,782    | 13,747   |               | [ 大阪府 13 ] |
| 2009年（平成21年） | 11月10日 | 6,599    | 6,304    | 12,903   |               | [ 大阪府 14 ] |
| 2010年（平成22年） | 11月09日 | 6,237    | 5,975    | 12,212   |               | [ 大阪府 15 ] |
| 2011年（平成23年） | 11月08日 | 6,278    | 6,053    | 12,331   |               | [ 大阪府 16 ] |
| 2012年（平成24年） | 11月13日 | 6,834    | 6,479    | 13,313   |               | [ 大阪府 17 ] |
| 2013年（平成25年） | 11月19日 | 6,913    | 6,584    | 13,497   | [ メトロ 1 ]  | [ 大阪府 18 ] |
| 2014年（平成26年） | 11月11日 | 6,793    | 6,574    | 13,367   | [ メトロ 2 ]  | [ 大阪府 19 ] |
| 2015年（平成27年） | 11月17日 | 8,298    | 7,811    | 16,109   | [ メトロ 3 ]  | [ 大阪府 20 ] |
| 2016年（平成28年） | 11月08日 | 8,311    | 7,896    | 16,207   | [ メトロ 4 ]  | [ 大阪府 21 ] |
| 2017年（平成29年） | 11月14日 | 8,749    | 8,107    | 16,856   | [ メトロ 5 ]  | [ 大阪府 22 ] |
| 2018年（平成30年） | 11月13日 | 8,031    | 7,520    | 15,551   | [ メトロ 6 ]  | [ 大阪府 23 ] |
| 2019年（令和元年） | 11月12日 | 8,252    | 7,665    | 15,917   | [ メトロ 7 ]  | [ 大阪府 24 ] |
| 2020年（令和02年） | 11月10日 | 7,319    | 6,734    | 14,053   | [ メトロ 8 ]  | [ 大阪府 25 ] |
| 2021年（令和03年） | 11月16日 | 7,469    | 6,873    | 14,342   | [ メトロ 9 ]  | [ 大阪府 26 ] |
| 2022年（令和04年） | 11月15日 | 8,160    | 7,651    | 15,811   | [ メトロ 10 ] | [ 大阪府 27 ] |
| 2023年（令和05年） | 11月07日 | 8,715    | 8,301    | 17,016   | [ メトロ 11 ] | [ 大阪府 28 ] |
| 2024年（令和06年） | 11月12日 | 9,326    | 8,675    | 18,001   | [ メトロ 12 ] |               |

### 阪神電気鉄道
2023年11月平均の乗降人員は5,738人である。阪神電気鉄道の駅では石屋川駅に次いで第39位。
各年度の11月平均利用状況は下表の通り。
| 年度               | 乗車人員 | 降車人員 | 乗降人員 | 増減率 | 順位 | 出典       |
| ------------------ | -------- | -------- | -------- | ------ | ---- | ---------- |
| 2019年（令和元年） | 2,919    | 2,735    | 5,654    |        | 39位 | [ 阪神 1 ] |
| 2020年（令和02年） | 2,391    | 2,379    | 4,770    | -15.6% | 39位 | [ 阪神 2 ] |
| 2021年（令和03年） | 2,542    | 2,476    | 5,018    | 5.2%   | 39位 | [ 阪神 3 ] |
| 2022年（令和04年） | 2,568    | 2,506    | 5,074    | 1.1%   | 39位 | [ 阪神 4 ] |
| 2023年（令和05年） | 2,913    | 2,825    | 5,738    | 13.1%  | 39位 | [ 阪神 5 ] |

#### 年次・年度別利用状況
大阪府・大阪市それぞれが公表しているデータによると、開業後各年の1日平均（全期間対象）利用状況は下表の通り。
| 年次/年度          | 各年次   | 各年次   | 各年次   | 各年度 乗車人員 | 出典          | 出典         |
| 年次/年度          | 乗車人員 | 降車人員 | 乗降人員 | 各年度 乗車人員 | 大阪府        | 大阪市       |
| ------------------ | -------- | -------- | -------- | --------------- | ------------- | ------------ |
| 2008年（平成20年） |          |          |          | 127             | [ 大阪府 13 ] | [ 大阪市 1 ] |
| 2009年（平成21年） | 1,282    | 1,271    | 2,553    | 1,307           | [ 大阪府 14 ] | [ 大阪市 1 ] |
| 2010年（平成22年） | 1,516    | 1,588    | 3,104    | 1,537           | [ 大阪府 15 ] | [ 大阪市 1 ] |
| 2011年（平成23年） | 1,525    | 1,598    | 3,123    | 1,552           | [ 大阪府 16 ] | [ 大阪市 1 ] |
| 2012年（平成24年） | 1,842    | 1,989    | 3,831    | 1,843           | [ 大阪府 17 ] | [ 大阪市 1 ] |
| 2013年（平成25年） | 2,052    | 2,068    | 4,120    | 2,080           | [ 大阪府 18 ] | [ 大阪市 1 ] |
| 2014年（平成26年） | 2,163    | 2,197    | 4,360    | 2,167           | [ 大阪府 19 ] | [ 大阪市 1 ] |
| 2015年（平成27年） | 2,239    | 2,293    | 4,532    | 2,257           | [ 大阪府 20 ] | [ 大阪市 1 ] |
| 2016年（平成28年） | 2,429    | 2,340    | 4,769    | 2,459           | [ 大阪府 21 ] | [ 大阪市 1 ] |
| 2017年（平成29年） | 2,596    | 2,568    | 5,164    | 2,648           | [ 大阪府 22 ] | [ 大阪市 1 ] |
| 2018年（平成30年） | 2,832    | 2,842    | 5,674    | 2,867           | [ 大阪府 23 ] | [ 大阪市 1 ] |
| 2019年（令和元年） | 2,847    | 2,739    | 5,586    | 2,845           | [ 大阪府 24 ] | [ 大阪市 2 ] |
| 2020年（令和02年） | 2,392    | 2,255    | 4,647    | 2,142           | [ 大阪府 25 ] | [ 大阪市 3 ] |
| 2021年（令和03年） | 2,461    | 2,445    | 4,906    | 2,274           | [ 大阪府 26 ] | [ 大阪市 4 ] |
| 2022年（令和04年） | 2,678    | 2,607    | 5,285    | 2,658           | [ 大阪府 27 ] | [ 大阪市 5 ] |
| 2023年（令和05年） | 2,782    | 2,710    | 5,492    |                 | [ 大阪府 28 ] |              |

## 駅周辺
- 南海高野線（汐見橋線）汐見橋駅 - 阪神なんば線桜川駅1番出入口に隣接。
- 汐見橋
- 西道頓堀川
- 大阪市立堀江中学校
- 大阪市立日吉小学校
- 大阪市立難波中学校
- 浪速桜川郵便局
- りそな銀行 桜川支店
- 大阪シティ信用金庫 桜川支店
- 大野記念病院
- 富永病院
- なにわ病院
- 近鉄新難波ビル
- 桜川ショッピングセンター（桜川市場・桜川プラザ）
- なにわ筋
- 浪速公園
- あみだ池筋
- 関西スーパー 南堀江店
- OCAT・JR難波駅 - Osaka Metro7号出入口（なにわ筋寄り）から東へ徒歩5分。

## バス路線
最寄停留所は地下鉄桜川および幸町一丁目となる。大阪シティバスが運行し、両方または片方のみに停車する。
両方に停車
- 29号系統：なんば行 / 地下鉄住之江公園行
- 60号系統：なんば行 / 天保山行
- 71号系統：なんば行 / 鶴町四丁目行
- 87号系統：なんば行 / 鶴町四丁目行

地下鉄桜川のみ停車
- 55号系統：大阪駅前行 / 鶴町四丁目行

幸町一丁目のみ停車
- 52号系統：あべの橋行 / なんば行
- 75号系統：なんば行 / 大阪駅前行

## その他
- 5号出入口の横にはかつて桜川バスターミナルがあり、廃止後は大阪市営バスの幸町操車場[注 4]として利用されていた。

## 隣の駅
大阪市高速電気軌道 (Osaka Metro)
 千日前線
西長堀駅 (S14) - 桜川駅 (S15) - なんば駅 (S16)
阪神電気鉄道
阪神なんば線
■快速急行・■準急・■区間準急・■普通
大阪難波駅 (HS 41) - 桜川駅 (HS 42) - ドーム前駅 (HS 43)
- ( ) 内は駅番号を示す。

### 記事本文